# Most im. Legionów Piłsudskiego
Most im. Legionów Piłsudskiego – most w Płocku na rzece Wiśle.
Jest to żelazny most drogowo-kolejowy, wsparty na 8 betonowych filarach. Przez most przebiega linia kolejowa nr 33 Kutno – Brodnica.

## Historia
Został wybudowany w latach 1937–1938 według projektu prof. Andrzeja Pszenickiego. We wrześniu 1939 roku dwa przęsła mostu zostały wysadzone przez polskie wojsko. Odbudowany w roku 1943 przez okupacyjne władze niemieckie. W styczniu 1945 roku 60% mostu zostało wysadzone przez wojska niemieckie w czasie ucieczki. W efekcie Płock pozostał bez mostu (z mostu im. Legionów Piłsudskiego pozostały zaledwie dwa przęsła). Do czasu odbudowy mostu w czerwcu 1950 roku zorganizowany został system przeprawowy przy użyciu statków Smolka i Wodnik oraz przy pomocy pontonów i łodzi.
W 1967 na moście nakręcono sceny do odcinka Ściśle tajne serialu Stawka większa niż życie.
Wcześniej most znany pod nazwą im. Legionów Marszałka Józefa Piłsudskiego, decyzją uchwały Rady Miasta Płocka z 27 marca 2012 roku zmieniona nazwę na Most Legionów Józefa Piłsudskiego.
Most w Płocku jest unikalną konstrukcją, gdyż różnica wysokości pomiędzy przyczółkami mostu wynosi osiem metrów tak, że przeprawa wznosi się z płaskiego lewego brzegu na Radziwiu na wysoką skarpę na prawym brzegu. Z tego powodu każde przęsło jest inne i zostało zaprojektowane indywidualnie. Przeprawa mostowa powstała zaledwie w dwa lata, gdyż budowana była jednocześnie przez dwie firmy, które pracowały na przeciwległych brzegach rzeki i spotkały się w jej środku.

## Remont
W 1979 roku został poddany gruntownemu remontowi. Kolejny remont miał miejsce w okresie od 3 czerwca do 11 września 1994 roku. Również latem 2019 wykonano duży remont mostu. W celu wykonania remontu most zamknięty był dla pieszych i pojazdów od 8 lipca do 30 września. Wykonawcą była firma Freyssinet Polska, która była jedyną firmą, zgłaszającą się do przetargu z ofertą opiewającą na 8 milionów 546 tysięcy złotych. W ramach remontu wymieniono balustrady i barierki, izolację i nawierzchnię oraz urządzenia dylatacyjne.

## Iluminacja

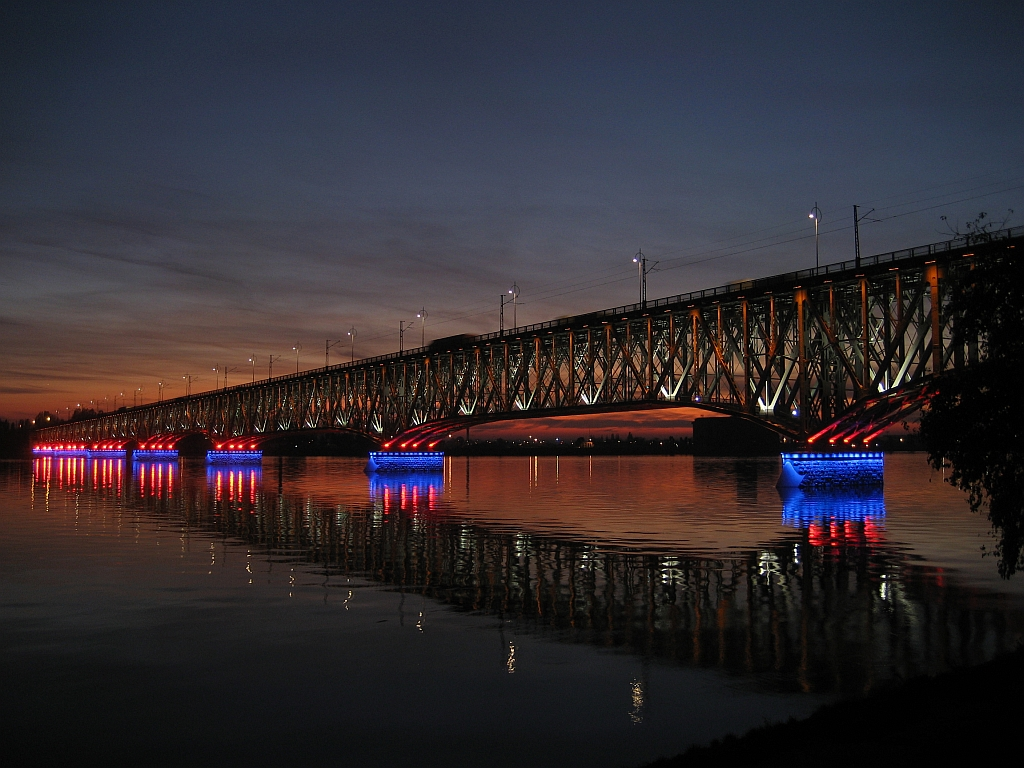
Most w nocnej iluminacji

W październiku 2008 roku na moście wymieniono latarnie oraz wykonano oświetlenie stalowych kratownic podporowych w barwach miasta. Latarnie na moście wymieniono na tak zwane „petki” – słupy w kształcie litery P na wzór oryginalnych z 1938 roku. Oświetlenie mostu jest w trzech kolorach – barwach miasta; kamienne podpory są niebieskie, spód kratownicy na każdym przęśle – czerwony, a ich boki – beżowe. Wnętrze kratownic podświetlone jest kolorem białym.
Trójkolorowe barwy Płocka, jasnoszafirowy, szkarłatny i beżowy, przyjęte zostały przez radę miasta specjalną uchwałą w 1938 r. i nawiązują do munduru województwa płockiego noszonego przez szlachtę i zamożne mieszczaństwo.